# Danemark-Norvège
Pour des articles plus généraux, voir Histoire du Danemark et Histoire de la Norvège.
1523–1814
Entités précédentes :
- Union de Kalmar

Entités suivantes :
- Royaume de Danemark
- Royaume de Norvège

Danemark-Norvège (en danois : Danmark-Norge, norvégien : Danmark-Norge ou Danmark-Noreg) est le nom historique donné à l'ancienne entité politique, l'union formée entre le royaume de Danemark et celui de Norvège, incluant les dépendances norvégiennes d'Islande, du Groenland ainsi que les îles Féroé.
Les habitants de cette union étaient principalement des Danois, des Norvégiens et des Allemands, mais incluaient également des Féroïens, des Islandais et des Inuits dans les territoires d'outre-mer de la Norvège, une minorité sami dans le nord de la Norvège, ainsi que d'autres peuples indigènes. Les villes principales de Danemark-Norvège était Copenhague, Christiania, Altona, Bergen et Trondheim,  et les langues officielles étaient le danois et l'allemand, mais le norvégien, l'islandais, le féroïen, le sami et le groenlandais  étaient également parlés localement,.
En 1380, Oluf Håkonsen hérite du royaume de Norvège, après la mort de son père Håkon VI, marié à la mère d'Oluf Marguerite Ire. Marguerite Ire fut souveraine de Norvège après la mort de son fils en 1387, jusqu'à sa propre mort en 1412. Le Danemark, la Norvège et la Suède formèrent l'union de Kalmar en 1397. Après le départ de la Suède en 1523, l'union fut dissoute. À partir de 1536/1537, le Danemark et la Norvège formèrent une union personnelle, qui s'est développée en 1660 en un État que les historiens appellent aujourd'hui Danemark-Norvège, appelé parfois à l'époque « royaumes-jumeaux ». Avant 1660, l'union Danemark-Norvège était de jure une monarchie élective et constitutionnelle dans laquelle le pouvoir du roi était limité ; mais une modification de la constitution du Danemark, propagée par la suite à la Norvège, en fit une des monarchie absolue les plus strictes d'Europe.
L'union dano-norvégienne dura jusqu'en 1814, quand le traité de Kiel décréta que la Norvège (à l'exception des îles Féroé, de l'Islande et du Groenland) soit cédée à la Suède. Ce traité ne fut par reconnu par la Norvège, qui tenta de résister, entraînant la guerre suédo-norvégienne de 1814. La Norvège entra alors en union personnelle moins contraignante avec la Suède, jusqu'en 1905, quand cette union fut dissoute pacifiquement.

## Description
Le terme « royaume du Danemark » est parfois utilisé pour parler des deux pays lors de cette période, étant donné que le pouvoir politique et économique émanait de la capitale danoise, Copenhague. Ce terme couvre le « territoire royal » des Oldenbourgs dans son état de 1460, excluant les « territoires ducaux » de Schleswig et Holstein. L'administration utilisait deux langues officielles, le danois et l'allemand, et pendant plusieurs siècles, il existait à la fois une chancellerie danoise et une chancellerie allemande.

## Héritage
Depuis le XIXe siècle, l'union dano-norvégienne est perçue comme de plus en plus favorable en Norvège, les historiens ayant démontré que l'économie norvégienne a prospéré durant cette période et que la Norvège était l'un des pays les plus riches durant l'entièreté de l'union avec le Danemark. Les historiens ont également noté que la Norvège était considérée comme un état séparé, avec sa propre armée, système judiciaire et autres institutions, et une autonomie importante dans ses affaires internes, étant gouvernée par une élite locale s'identifiant comme norvégienne, bien qu’œuvrant au nom du roi du Danemark. Les norvégiens étaient également représentés dans l'armée, les services civils et les élites de Danemark-Norvège, ainsi que dans l'administration des colonies, notamment des Caraïbes. La Norvège a pu bénéficier militairement de la force combinée de l'union Danemark-Norvège lors des guerres avec la Suède, et économiquement grâce à ses relations commerciales avec le Danemark, dans lesquelles l'industrie norvégienne a pu faire jouir d'un monopole au Danemark, tandis que ce dernier fournissait la Norvège en produits agricoles,.

## Liste des rois de Danemark et de Norvège
- 1523-1533 : Frédéric Ier
- 1534-1559 : Christian III
- 1559-1588 : Frédéric II
- 1588-1648 : Christian IV
- 1648-1670 : Frédéric III
- 1670-1699 : Christian V
- 1699-1730 : Frédéric IV
- 1730-1746 : Christian VI
- 1746-1766 : Frédéric V
- 1766-1808 : Christian VII
- 1808-1814 : Frédéric VI